# Tiếng Masaba
Tiếng Masaba (Lumasaaba), có lúc còn gọi là tiếng Gisu (Lugisu) (theo tên một phương ngữ), là một ngôn ngữ Bantu có hơn hai triệu người nói, ở Đông Phi. Phương ngữ Gisu ở miền đông Uganda thông hiểu được với phương ngữ Bukusu (ngôn ngữ của một bộ phận người Luhya) tại miền tây Kenya. Masaba vừa là tên địa phương của núi Elgon, vừa được cho là tên con trai của tổ tộc Gisu. Như đa phần ngôn ngữ Bantu, tiếng Masaba có một tập hợp tiền tố lớp danh từ (có đôi nét tương đồng với hệ thống giống trong ngôn ngữ Rôman hay German). Ngôn ngữ này có hình thái động từ tương đối phức tạp.

## Phương ngữ
Tiếng Masaba có các phương ngữ sau:
- Gisu (Lugisu)
- Kisu
- Bukusu (Lubukusu; của người Luhya)
- Syan
- Tachoni (Lutachoni; của người Luhya)
- Dadiri (Ludadiri)
- Buya (Lubuya)

Phương ngữ Dadiri nói ở phía bắc, Gisu ở mạn trung, còn Buya ở miền trung-nam vùng nói tiếng Masaba ở Uganda. Phương ngữ Bukusu nói ở Kenya.

## Âm vị học

### Phụ âm
|          |           | Môi | Chân răng | Vòm | Ngạc mềm |
| -------- | --------- | --- | --------- | --- | -------- |
| Mũi      | Mũi       | m   | n         |     | ŋ        |
| Tắc      | vô thanh  | p   | t         |     | k        |
| Tắc      | hữu thanh | b   | d         |     | g        |
| Xát      | vô thanh  | f   | s         |     |          |
| Xát      | hữu thanh | β   | z         |     |          |
| Tiếp cận | Tiếp cận  |     | l         | j   |          |

### Nguyên âm
Tiếng Masaba có hệ thống 5 nguyên âm: /i, e, a, o, u/.